# Зеландија (континент)
Зеландија, познат и под називима новозеландски континент и Тасмантис, је континентални фрагмент (микроконтинент) који је након одвајања од Аустралије пре 60—85 милиона година скоро у потпуности потонуо испод површине океана. Пре тога, заједно са Аустралијом се одвојио од Антарктика пре 85—130 милиона година. Научници сматрају да је цео континент био под водом пре 23 милиона година, а данас је око 93% испод површине Тихог океана. Површина Зеландије се процењује на 4.920.000 km², што је чини највећим микроконтинентом који данас постоји, а пошто је мало мања од Аустралије неки је сматрају и за одвојени континент.
Током 2017. године Геолошко друштво САД сврстало је Зеландију као одвојени геолошки континент, а не микроконтинент или континентални фрагмент.27. јуна 2017. године, тим од 30 научника је започео експедицију која се завршила 26. септембра 2017.